# 美国陆军参与的第二次世界大战战役

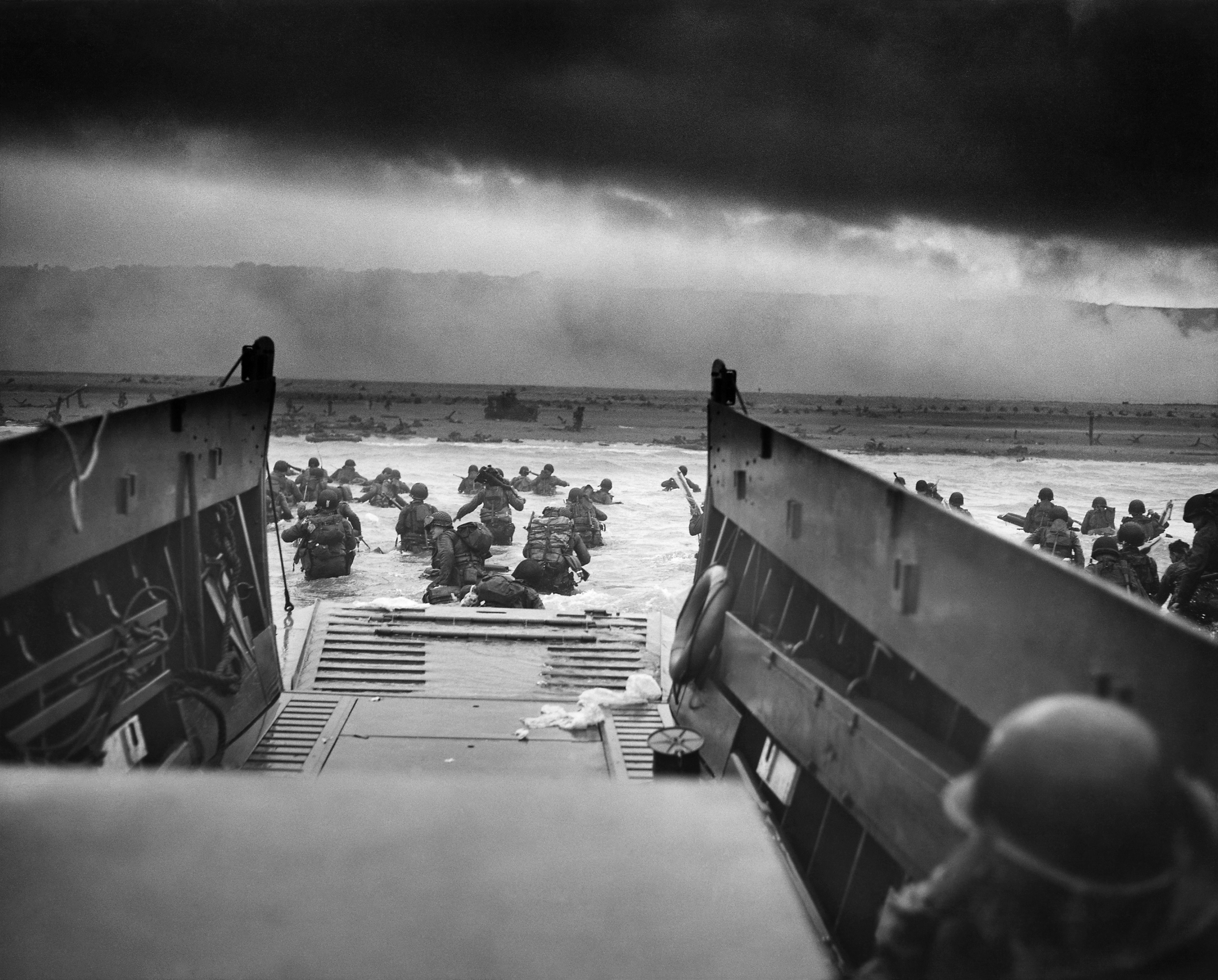
诺曼底登陆：美军官兵冒着德军炮火涉水前进，这张照片摄于1944年6月6日，题为《进入死神的魔爪》。

美国陆军曾参与第二次世界大战多场战役。以下列表包含陆军正式参与的战役，所有部队和军人所获奖项和荣誉都来自这些战役，没有包括那些美国陆军参与度很小的战役，因此这并不是美军参与过的所有二战战役列表。
二战期间，美国陆军一共正式参与46场战役，其中亞洲－太平洋战区24场，欧洲、非洲和中东战区19场，美洲战区1场。此外，美国陆军在除美洲战区以外的其它战区都参与过三类总体战役：反潜作战、地面作战和空中作战，在美洲战区只参与过反潜作战。针对三大类型作战颁发的奖章都有不同的丝带。列表中不但包括美国陆军参与的地面作战，也包括美国陆军航空军参与的空中作战。

## 概述

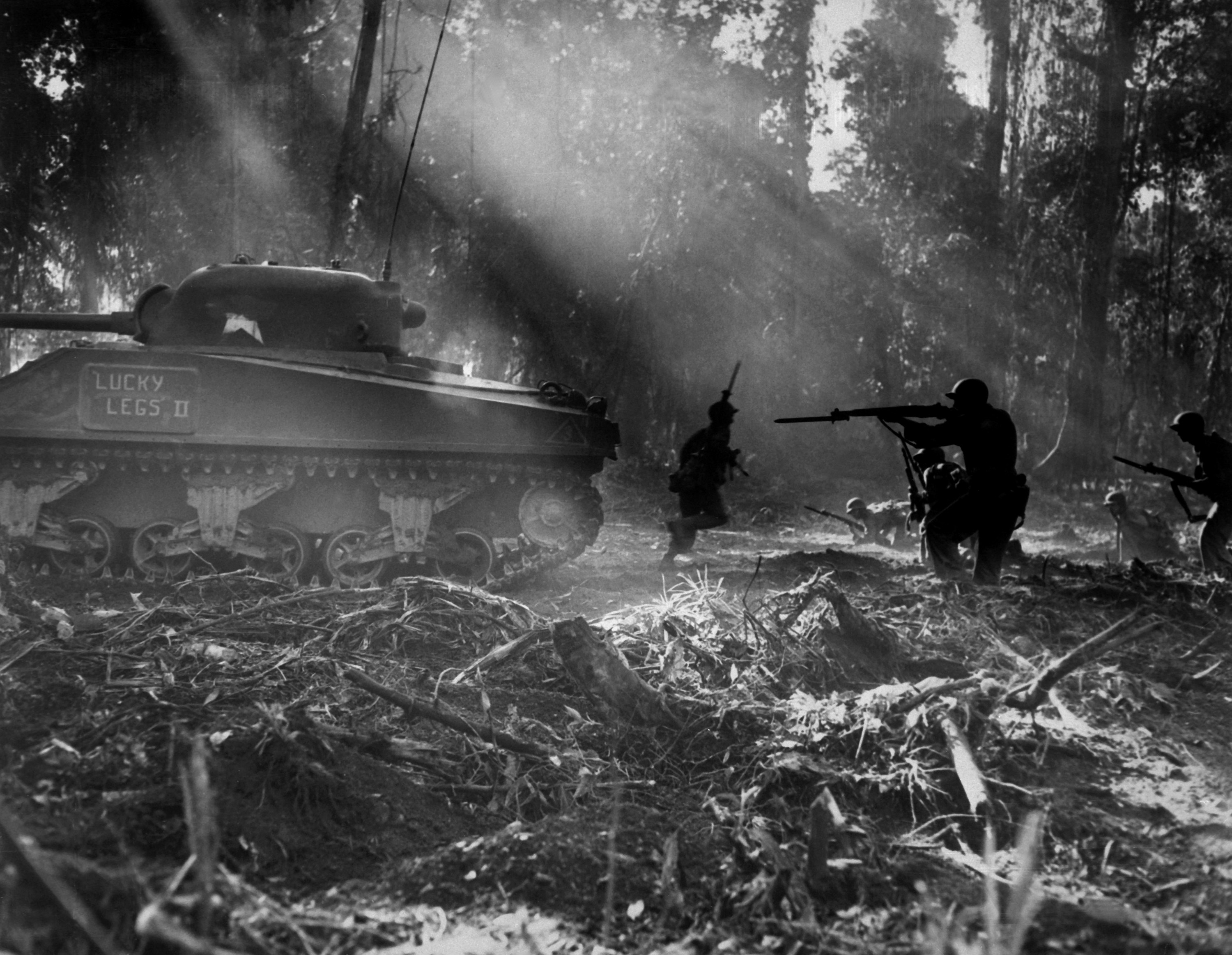
布干维尔岛战役期间，几名美国军人以一辆M4雪曼战车为掩护，摄于1943年2月29日。

1941年12月7日，大日本帝国偷袭珍珠港:148–149，美国因此投身第二次世界大战，并参与入侵菲律宾和荷属东印度群岛的战斗:158–161，紧接着又于1942年投身巴布亚和瓜达尔卡纳尔岛的激烈战斗。1943年，日军被赶出阿留申群岛，美军登陆北所罗门群岛:164–167、吉尔伯特群岛:230–231和俾斯麦群岛。1944年，美军入侵马绍尔群岛:230–231，登陆西新几内亚多个岛屿:164–167，夺得马里亚纳群岛和帛琉群岛:238–239。1944年10月，美国陆军攻回菲律宾，并于次年在吕宋岛和菲律宾南部发动大规模战役:240–241。1945年4月，美军登陆冲绳岛:327。同年，由美国陆军主导研发的原子弹在广岛和长崎引爆，大日本帝国代表最终于1945年9月2日登上密苏里号战舰，宣布无条件投降:322–325。
虽然美国对中国的支持也是参战原因，但美国陆军没有在中国部署大规模地面部队，只有美国陆军航空军在该战场发挥过重要作用:246–247。1942年日本占领缅甸，美军被迫撤离:45，但美国陆军临时团（麦瑞尔突击队）又于1944年参与收复缅甸北部的战斗:254，还有两个团于1945年投身缅甸中部战役，之后再转战中国大陆战场:352。面对美国陆军航空军在中国发动的军事行动，日本将中美军队逼出中国东部，直到战争结束前的几星期内，战争的势头才变得对中国盟军有利:246–247。
美国陆军在亚太战场上参与的战役数量虽占多数，但主要战场始终在欧洲战区，大部分兵力也都部署在这里。1942年11月，美军打响入侵北非的战役，随后又在1943年发动突尼西亚战役:186–187。1943年7月，美国参与盟军入侵西西里岛的军事行动:210–211，紧接着又于同年9月入侵意大利:212–213。盟军本期望能快速攻占罗马，但德军成功战斗撤退至古斯塔夫防线，盟军于1944年1月发动安齐奥登陆战和卡西诺战役均未能突破该防线。1944年5月，盟军终于突破古斯塔夫防线，并于6月4日占领罗马，德军撤至意大利北部的哥德防线。:252–253盟军之后直至1945年4月才打响攻破该防线的战役:304–305。
1944年6月，美国陆军投身大君主作战，联合盟国军队进攻诺曼底。经过激烈战斗，盟军于1944年7月突破诺曼底防线:258–259。盟军原计划攻占布列塔尼半岛的多个港口，但战况进展缓慢，不过还是迅速解放比利时和法国大部分地区。1944年8月，美军投身收复法国南部和空降突击荷兰的行动，但德军的抵抗加上后勤供应不畅，导致美军对齐格菲防线和洛林的攻势放缓。:268–2691944年12月，德军发起阿登突袭，措不及防的美军付出惨重代价才将之击溃。1945年2月，盟军发起驱逐莱恩河沿线德军的战斗，于1945年3月渡过该河:298–299。1945年4月，美军进入德国心脏地带，战斗一直持续到1945年5月8日战争在欧洲结束，德国于次日签署无条件投降书:304–305。

## 亚太战区

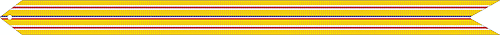
亚太战区飄带

### 太平洋战区

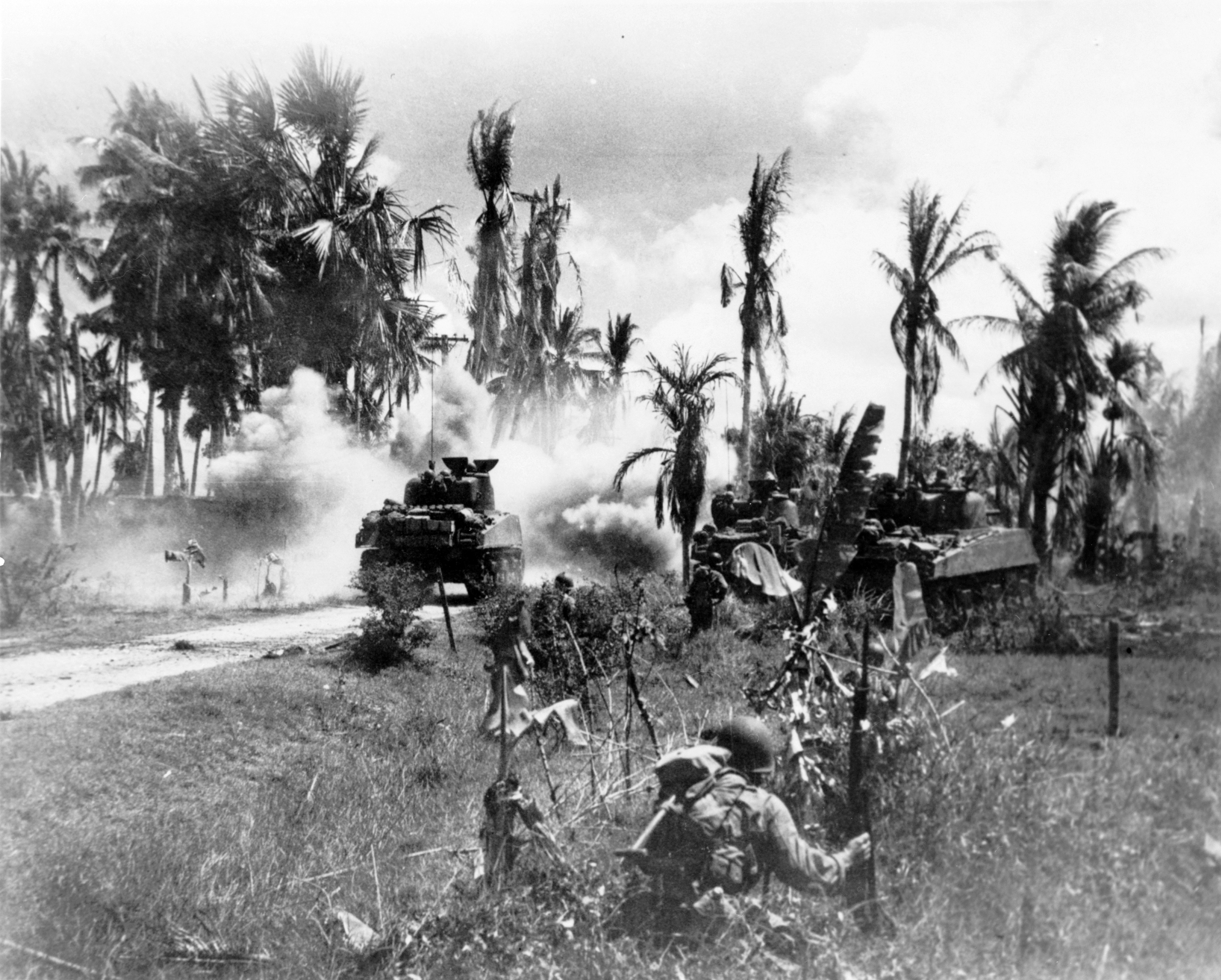
第185步兵团和第40步兵师的将士们以前进的坦克为掩护，向班乃岛上的日军阵地推进。照片摄于1945年3月13日

| 战役名称           | 持续时间                              | 结果                                             |
| ------------------ | ------------------------------------- | ------------------------------------------------ |
| 太平洋空中攻势     | 1942年4月17日至1945年9月2日           |                                                  |
| 菲律宾群岛战役     | 1941年12月7日至1942年5月10日:158–161  | 日军获胜，美军撤出菲律宾:158–161。               |
| 东印度群岛战役     | 1942年1月1日至7月22日:158–161         | 日军获胜，盟軍撤出东印度群岛:158–161。           |
| 阿留申群岛战役     | 1942年6月3日至1943年8月24日:158–161   | 盟军取胜，日军撤离阿留申群岛:158–161。           |
| 瓜达尔卡纳尔岛战役 | 1942年8月7日至1943年2月21日           | 美军取胜，日军撤离瓜达尔卡纳尔岛。               |
| 北所罗门群岛战役   | 1943年2月22日至1944年11月21日:164–167 | 盟军取胜，但还有日军残留抵抗:164–167。           |
| 俾斯麦群岛战役     | 1943年12月15日至1944年11月27日        | 盟军取胜，但还有日军残留抵抗:320。               |
| 巴布亚战役         | 1942年7月23日至1943年1月23日:164–167  | 盟军取胜，日本撤离巴布亚:164–167。               |
| 新几内亚战役       | 1943年1月24日至1944年12月31日         | 盟军取胜，但还有日军残留抵抗。                   |
| 雷伊泰岛战役       | 1944年10月17日至1945年7月1日:322–323  | 盟军取胜，日军撤离，但还有零星抵抗残留:322–323。 |
| 吕宋岛战役         | 1944年12月15日至1945年7月4日:240–241  | 盟军取胜，但还有日军残留抵抗:240–241。           |
| 南菲律宾战役       | 1945年2月27日至7月4日:240–241         | 盟军取胜，但还有日军残留抵抗:240–241。           |
| 中太平洋战役       | 1941年12月7日至1944年12月6日:230–231  | 美军取胜，但还有日军残留抵抗:230–231             |
| 马绍尔群岛战役     | 1944年1月31日至6月14日:230–231        | 美军取胜，但还有日军残留抵抗:230–231。           |
| 西太平洋战役       | 1944年6月15日至1945年9月2日:238–239   | 美军取胜，但还有日军残留抵抗:238–239。           |
| 琉球战役           | 1945年3月26日至7月2日:327             | 美军取胜，但还有日军零星抵抗残留:237。           |

### 中缅印战区

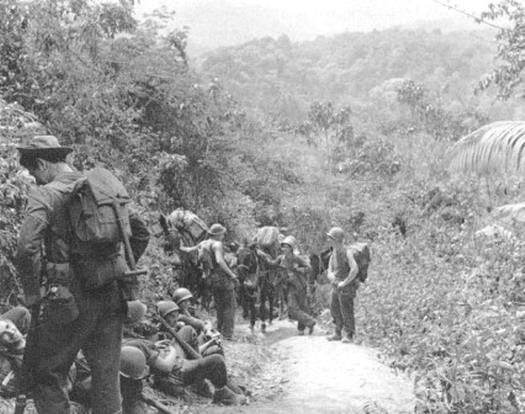
麦瑞尔突击队在缅甸的一条丛林小道旁休息，照片摄于1943或1944年。

| 战役名称     | 持续时间                           | 结果                                 |
| ------------ | ---------------------------------- | ------------------------------------ |
| 1942年缅甸   | 1941年12月7日至1942年5月26日:25–30 | 日军获胜，盟军撤至印度:45。          |
| 印缅战役     | 1942年4月2日至1945年1月28日:254    | 盟军取胜，日军撤至缅甸中部:256。     |
| 缅甸中部战役 | 1945年1月29日至7月15日:304         | 盟军取胜，日军撤出缅甸:352。         |
| 中国防守战役 | 1942年7月4日至1945年5月4日:246–247 | 日军获胜，盟军撤离中国东部:246–247。 |
| 中国反攻战役 | 1945年5月5日至9月2日:246–247       | 盟军在战争结束时取胜:246–247。       |

### 总体战役
| 战役名称 | 持续时间                    | 结果 |
| -------- | --------------------------- | ---- |
| 反潜作战 | 1941年12月7日至1945年9月2日 |      |
| 地面作战 | 1941年12月7日至1945年9月2日 |      |
| 空中作战 | 1941年12月7日至1945年9月2日 |      |

## 欧洲、非洲和中东战区

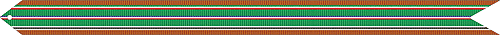
欧、非和中东战区飄带

### 北非和地中海战区

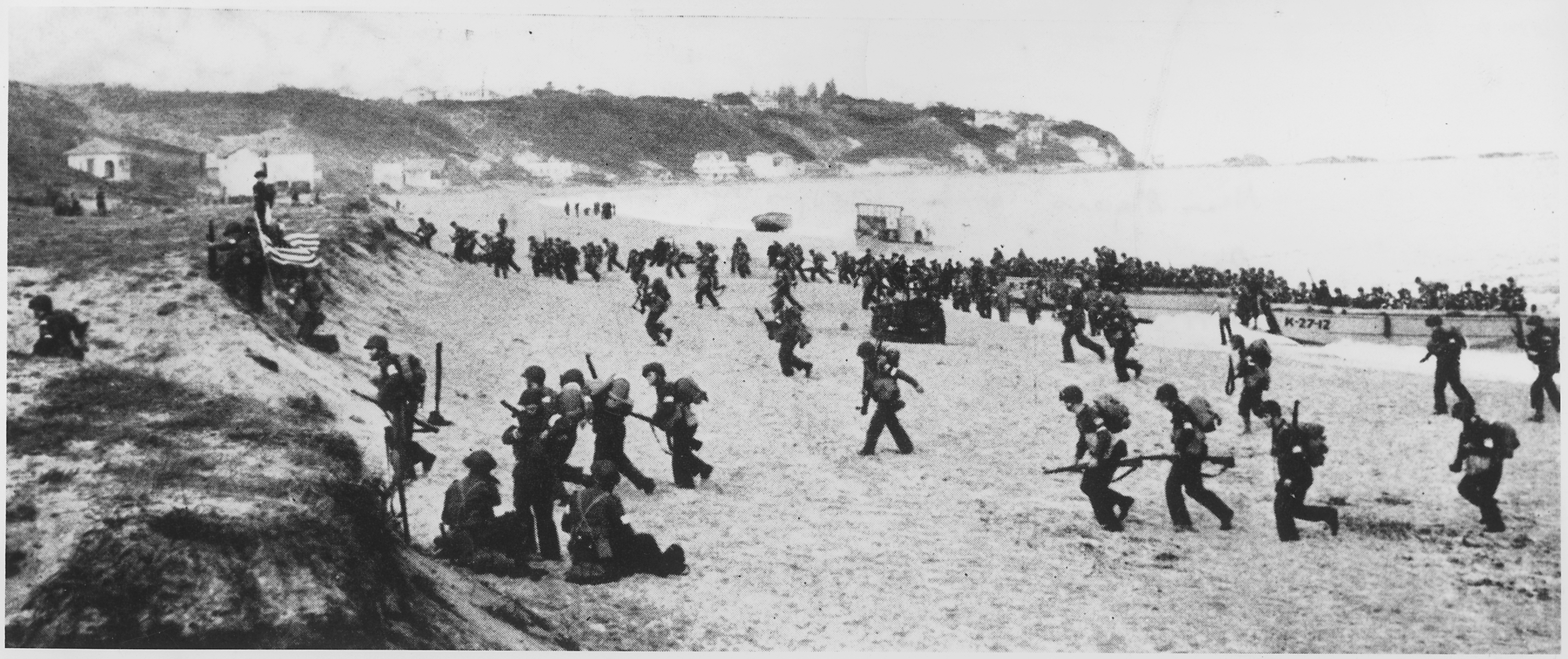
美军官兵从阿尔及尔附近登陆，前方旗手举着美国国旗，期望维希法国军队看到这面旗帜后不会开火。维希法军的确没有向海滩上的美军开火。照片摄于1942年11月8日。

| 战役名称                   | 持续时间                              | 结果 |
| -------------------------- | ------------------------------------- | --- |
| 埃及－利比亚战役           | 1942年6月11日至1943年2月12日:183      | 盟军取胜，轴心国联军撤入突尼斯:183。                                                                             |
| 阿尔及利亚－法属摩洛哥战役 | 1942年11月8日至11日:186–187           | 盟军战胜维希法国:186–187。                                                                                       |
| 突尼西亚战役               | 1942年11月17日至1943年5月13日:186–187 | 盟军取胜，轴心国联军撤出意大利:186–187。                                                                         |
| 西西里岛战役               | 1943年7月9日至8月17日:210–211         | 盟军取胜，德军撤出意大利:210–211。                                                                               |
| 那不勒斯－福贾战役         | 1943年9月9日至1944年1月21日:212–213   | 僵局，德军战斗撤退至古斯塔夫防线:212–213。                                                                       |
| 安齐奥战役                 | 1944年1月22日至5月24日:252–253        | 战事起初陷入僵局，盟军未能攻占罗马，德军也未能摧毁盟军的滩头阵地。几个月后，盟军从滩头阵地突破德军防线。:252–253 |
| 罗马－阿诺战役             | 1944年1月22日至9月9日:252–253         | 盟军取胜，德军撤至哥德防线:252–253。                                                                             |
| 北亚平宁战役               | 1944年9月10日至1945年4月4日:252–253   | 僵局:252–253 |
| 波谷战役                   | 1945年4月5日至5月8日:304–305          | 盟军取胜，意大利境内的德军投降:304–305。                                                                         |

### 欧洲战区

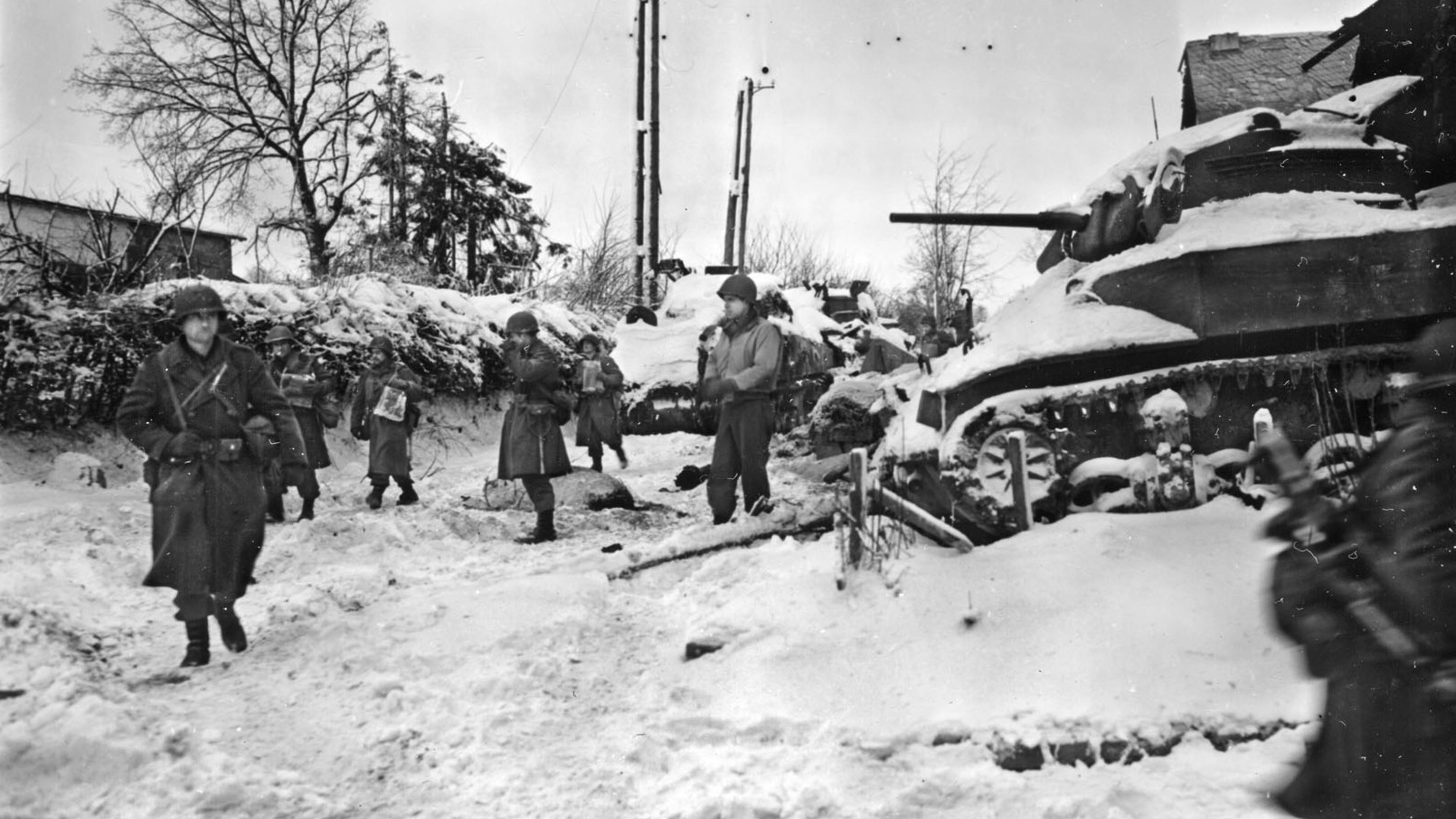
1945年1月突出部之役期间，美国陆军第30步兵师下属第117步兵团士兵在向圣菲特进军的路上经过一辆被毁的M5斯图亚特坦克。照片摄于1945年1月23日。

| 战役名称           | 持续时间                       | 结果                                                                         |
| ------------------ | ------------------------------ | ---------------------------------------------------------------------------- |
| 欧洲空中攻势       | 1942年7月4日至1944年6月5日     |                                                                              |
| 诺曼底战役         | 1944年6月6日至7月24日:258–259  | 盟军取胜，德军撤出法国中部:258–259。                                         |
| 法国北部战役       | 1944年7月25日至9月14日:268–269 | 盟军取胜，德军撤出法国北部，但盟军在法国、德国及荷兰的攻势陷入僵局:268–269。 |
| 法国南部战役       | 1944年8月5日至9月14日:268–269  | 盟军取胜，德军撤出法国南部:268–269。                                         |
| 阿登－阿尔萨斯战役 | 1944年12月16日至1945年1月25日  | 盟军取胜，德军攻势被击退。                                                   |
| 莱茵战役           | 1945年2月22日至3月21日:298–299 | 盟军取胜，德军撤退莱茵河沿线:298–299。                                       |
| 中欧战役           | 1945月3月22日至5月11日:304–305 | 盟军赢得战役，德国投降，欧洲战事结束:304–305。                               |

### 总体战役
| 战役名称 | 持续时间                    | 结果 |
| -------- | --------------------------- | ---- |
| 反潜作战 | 1941年12月7日至1945年9月2日 |      |
| 地面作战 | 1941年12月7日至1945年9月2日 |      |
| 空中作战 | 1941年12月7日至1945年9月2日 |      |

## 美洲战区

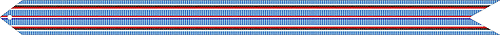
美洲战区飄带

| 战役名称       | 持续时间                            | 结果                                   |
| -------------- | ----------------------------------- | -------------------------------------- |
| 阿留申群岛战役 | 1942年6月3日至1943年8月24日:158–161 | 盟军取胜，日军撤离阿留申群岛:158–161。 |

### 总体战役
| 战役名称 | 持续时间                    | 结果 |
| -------- | --------------------------- | ---- |
| 反潜作战 | 1941年12月7日至1945年9月2日 |      |

## 扩展阅读
- Center of Military History, United States Army. . Washington, D.C.: United States Army. 1992. ISBN 978-0-16-035956-9.
- Overy, Richard. . All About History. Bournemouth, UK: Imagine Publishing. 2014. ISBN 978-1-910155-29-5.